# Мартов, Борис Исаевич
Борис Исаевич Мартов  (Кремлев) (28 января 1891, Полтава — 4 мая 1937, Москва) — российский киносценарист, организатор и историк профсоюзного движения.
Руководил сценарным отделом у киномагната Григория Либкена  в акционерной кинокомпании «Г.И. Либкин» в Ярославле работал и в других кинофирмах. Автор сценариев, в основном для экранизации классических литературных произведений и популярных песен. По его сценариям были сняты фильмы «Стенька Разин»(1914), «Капитанская дочка» (1914, по А. Пушкину), «Ледяной дом» (1915, по И. Лажечникову),  «Мой костер в тумане светит» (1915, по романсу на слова Я. Полонского), «Колокольчики-бубенчики звенят, простодушно рассказывают быль» (1916, по песне на слова Скитальца), «Лучинушка» (1917, по народной песне) и др. В 1918 году написал сценарий киномелодрамы "Поэт и падшая душа" ("И душу падшую поэт извлек из мрака заблужденья", кинопродюсер А. Ханжонков), о любви поэта и проститутки, с аллюзиями на блоковскую тему и мотив странствий падшей души по кругам ада.
Кинопублицист, кинотеоретик, интерпретировал кинематограф в контексте символизма.
Сценарист документального фильма "Похороны Владимира Ильича Ленина" (Историческая фильма объединенных организаций РСФСР (Госкино, «Кино-Москва», Севзпакино, Пролеткино, ПУР, «Кино-Север», «Межрабпом-Русь»). Немой, ч/б., 1048 м. Вып. 5 февраля 1924). Перестраиваясь в духе времени, стал (вместе с В. Туркиным) автором сценария фильма "Долина слез" (1924) о трудной жизни народа Алтая под властью ханов. Впоследствии от работы в кино отошел, хотя известно его "либретто" сценария 1930-х гг. (в соавторстве с А. Е. Разумным) "Кремль" (РГАЛИ. ф. 2972 оп. 1 ед. хр. 20).
В 1920-х гг. занялся профсоюзной работой. Принимал участие в создании Всесоюзного профессионального союза работников искусств (РАБИС) и работал в нем. Публиковал сочинения по профсоюзной тематике под псевдонимом Б. Кремлев.
Был членом художественного совета «Пролеткино», преподавал в вузах (в т.ч. во ВГИКе). В 1936–1937 гг. научный сотрудник ВГИКа. Другие псевдонимы: Б.К.; Б.М.(К.); Б.И.
Похоронен на Новодевичьем кладбище.

## Сочинения
- Кружки по изучению профдвижения: Материалы и программы. – М., 1923
- Кружки по изучению профдвижения: Материалы и программы. – Херсон, 1923
- Изучение профессионального движения: Краткое пособие для работы в профкружках. – 2-е изд., перераб. и доп. – М., 1923
- Изучение профессионального движения: Методы, программы, материалы: Пособие для профкружков, профкурсов и самообразования: С прил. схем, образцов, диагр. и карты междунар. проф. движения / Б.И. Кремлев (Б. Мартов). – 3-е изд., перераб. и доп. – М., 1924
- Изучение профессионального движения: Методы, программы, материалы: Пособие для профкружков, профкурсов и самообразования: С прил. схем, образцов, диагр. и карты междунар. проф. движения / Б.И. Кремлев (Б. Мартов). – 4-е изд., испр. и доп. – М., 1926.
- Основы профсоюзной грамоты: Конспектив. пособие для профшкол и кружков и для самообразования. – Л., 1926 [1927]
- Что читать по профдвижению: Аннот. указ. кн. и ст. по вопр. проф. движения. - Л.: Губпрофсовет, 1927. - 184 с.
- Основы профсоюзной грамоты: Конспективное пособие для профшкол и кружков и для самообразования. - [Л.]: Ленингр. Губпрофсовета, 1927 [1926] (тип. ОКО. Ленингр. Губпрофсовета). - 138 с.

## Документы
- Мартов Б.И. Очерки из истории профдвижения киноработников [1917-1920 гг.]. Научно-исследовательская работа. 1936 г. - РГАЛИ. ф. 2900 оп. 1 ед. хр. 208.